# Gerhard Ritter
Gerhard Ritter (Bad Sooden-Allendorf, 6 de abril de 1888 - Friburgo de Brisgovia, 1 de julio de 1967) fue un historiador alemán.
Las investigaciones de Ritter se centraron en la historia política, historia militar e historia cultural de Alemania. Se le suele definir como un nacionalista conservador. Aunque aprobó al régimen nazi y su política exterior en sus inicios, pronto se alejó de él y entró en el movimiento eclesiástico de resistencia denominado Bekennende Kirche (Iglesia Confesante). Participó en el atentado de 1944 contra Hitler.
Ritter, uno de los últimos historiadores que pueden considerarse como parte del movimiento intelectual denominado idealismo alemán, considera la historia como un arte. 

## Obras
- Luther (1915)
- Stein. Eine politische Biographie (1931)
- Die Heidelberger Universität I (1936)
- Friedrich der Große (1936)
- Machtstaat und Utopie (1940)
- Die Weltwirkung der Reformation (1941)
- Die Dämonie der Macht (1947, 5ème édition du livre Machtstatt und Utopie)
- Vom sittlichen Problem der Macht (1948, 2ème édition 1961)
- Die Neugestaltung Deutschlands und Europas im 16. Jahrhundert (1950)
- Carl Friedrich Goerdeler und die deutsche Widerstandsbewegung (1954; 3ème édition 1956)
- Lebendige Vergangenheit (1958)
- Staatskunst und Kriegshandwerk. Das Problem des "Militarismus" in Deutschland. 4 vols. (1954-1968)